# Никола Михлюзов
Никола Радев Михлюзов е български офицер, полковник.

## Биография
Роден е през 1868 г. в Панагюрище. Завършва Висшето военно училище в Санкт Петербург. След завръщането си в България постъпва като офицер в Българската армия и достига чин полковник. Той е сред инициаторите и организаторите на къщите музеи в Плевен, Пордим, Бяла и др. За тази дейност е награден с руски орден. Като офицер служи в различни градове. В Пловдив работи за разширяване на българо-съветските връзки и отношения. Извършва проучвания на историята на своя роден край и издава няколко книги. Умира на 5 юли 1946 г. в Пловдив.
Личният му архив се съхранява във фонд 1054К в Държавен архив – Пловдив. Той се състои от 107 архивни единици от периода 1900 – 1960 г.